# Chasseurs Chasteler
Ne doit pas être confondu avec Famille du Chasteler.
Les chasseurs Chasteler sont l'un des corps francs de chasseurs à pied des volontaires de la révolution belge de 1830 formé à Bruxelles après les Journées de Septembre par le marquis Albert François du Chasteler, qui leur a donné son nom.

## Contexte et formation
Les chasseurs Chasteler s'organisent autour d'un règlement qui dit entre qu'ils sont obligés d’avoir un fusil à deux coups, la giberne, le bonnet et la blouse. Mais aussi que « Ceux qui quitteront les rangs sans qu’on ait fait le commandement de les rompre paieront une amende de 50 cents. Ceux qui se permettront de censurer les ordres du commandant, quand on ne leur demande pas leur avis, paieront une amende de 50 cents. »

## Faits d’armes
- Campagne d'Anvers :
  - Bataille de Lierre
  - Bataille de Walem
- Campagne du Limbourg
  - Blocus de Maastricht (nl)
  - Défense du château de Caestert en janvier 1831[2]

## Combattants célèbres
- Albert François du Chasteler
- Jenneval
- Eugène Dansaert
- Pierre Dansaert[3]
- Édouard Ducpétiaux[4]
- Benoit Hanssens[5]
- Frédéric de Mérode
- Charles-Louis Verboeckhoven
- Eugène Verboeckhoven

## Monuments

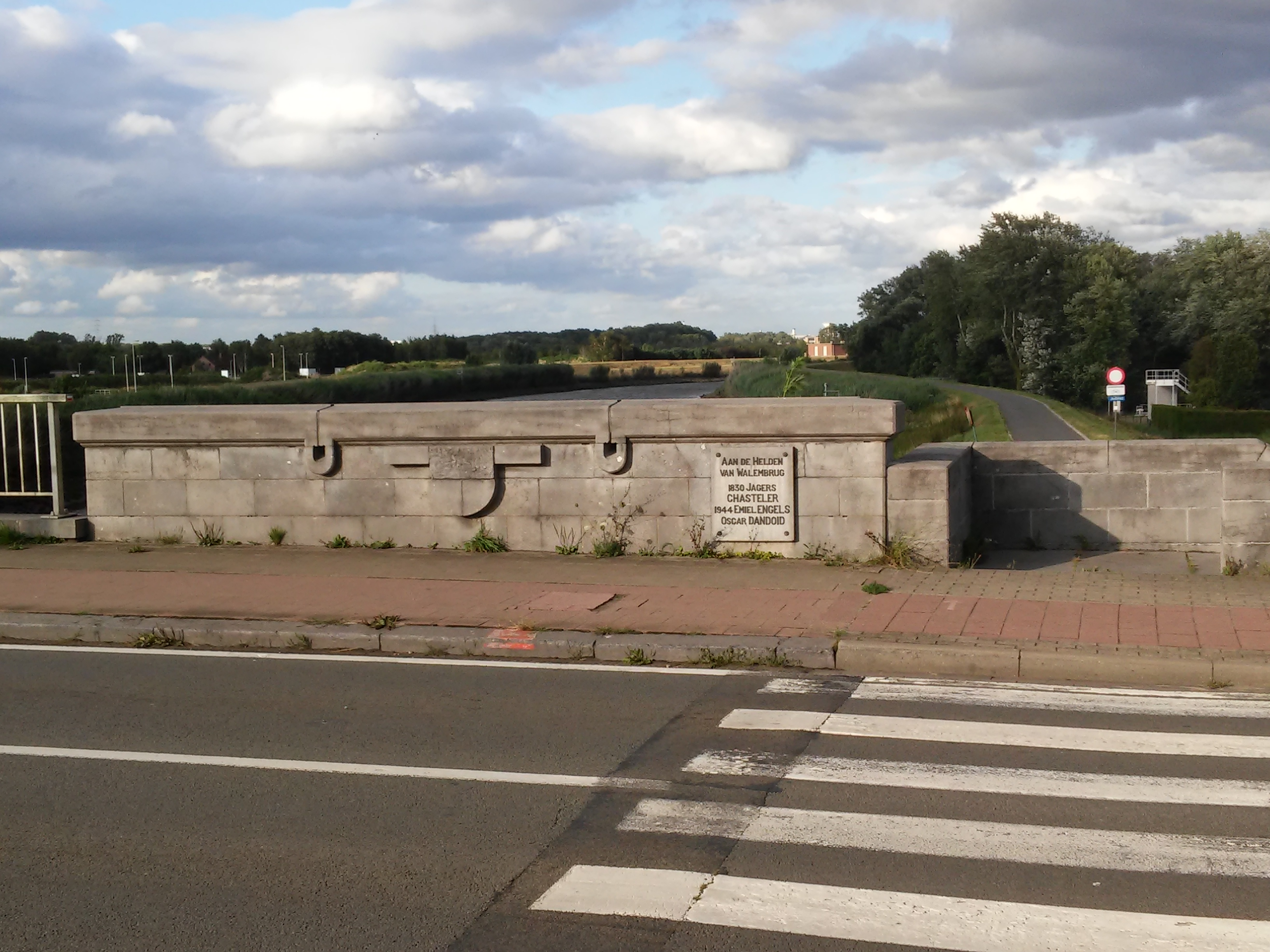
Plaque commémorative sur le.

- Plaque commémorative de la bataille de Walem au nom des chasseurs Chasteler sur le pont de Walem (nl).

## Images

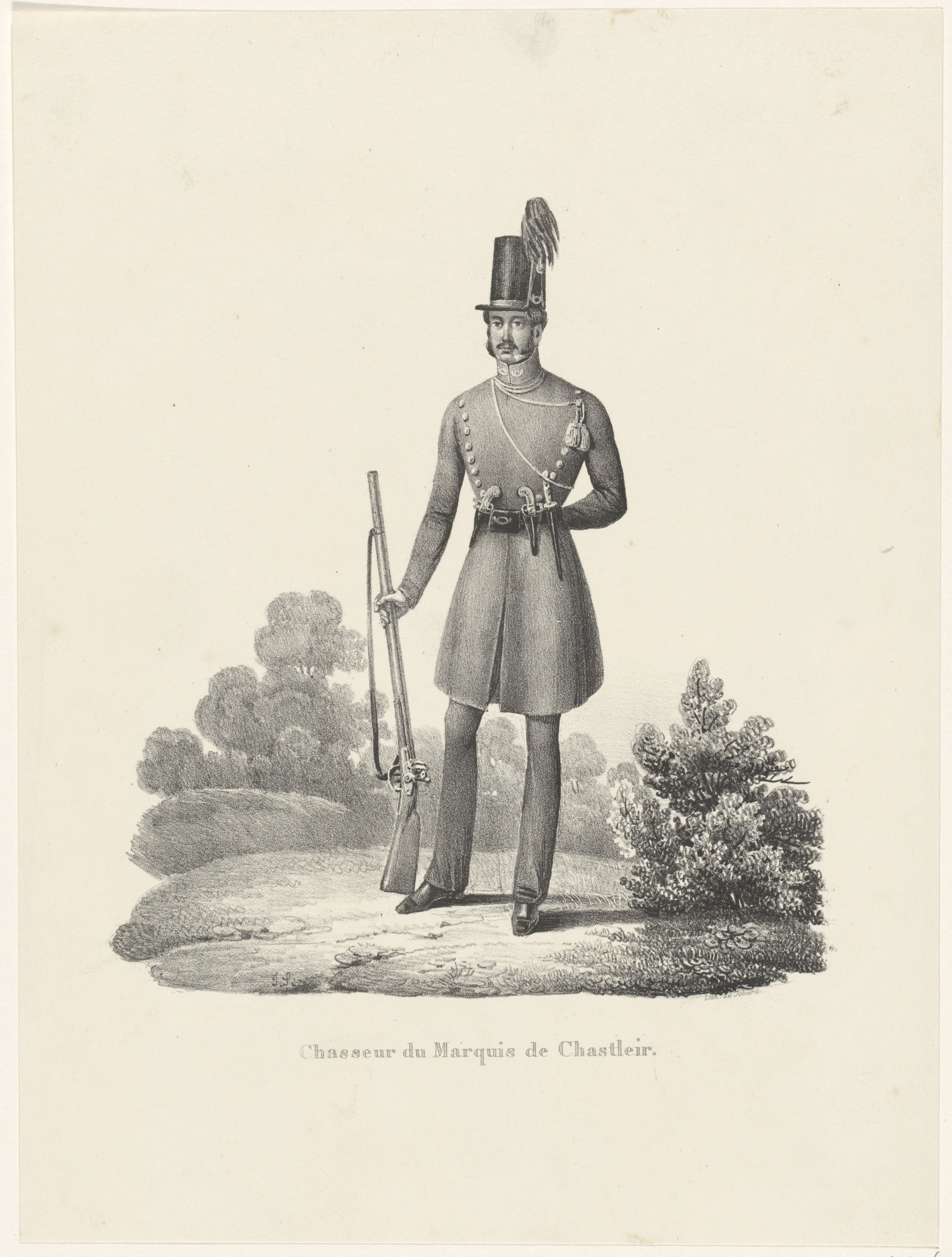
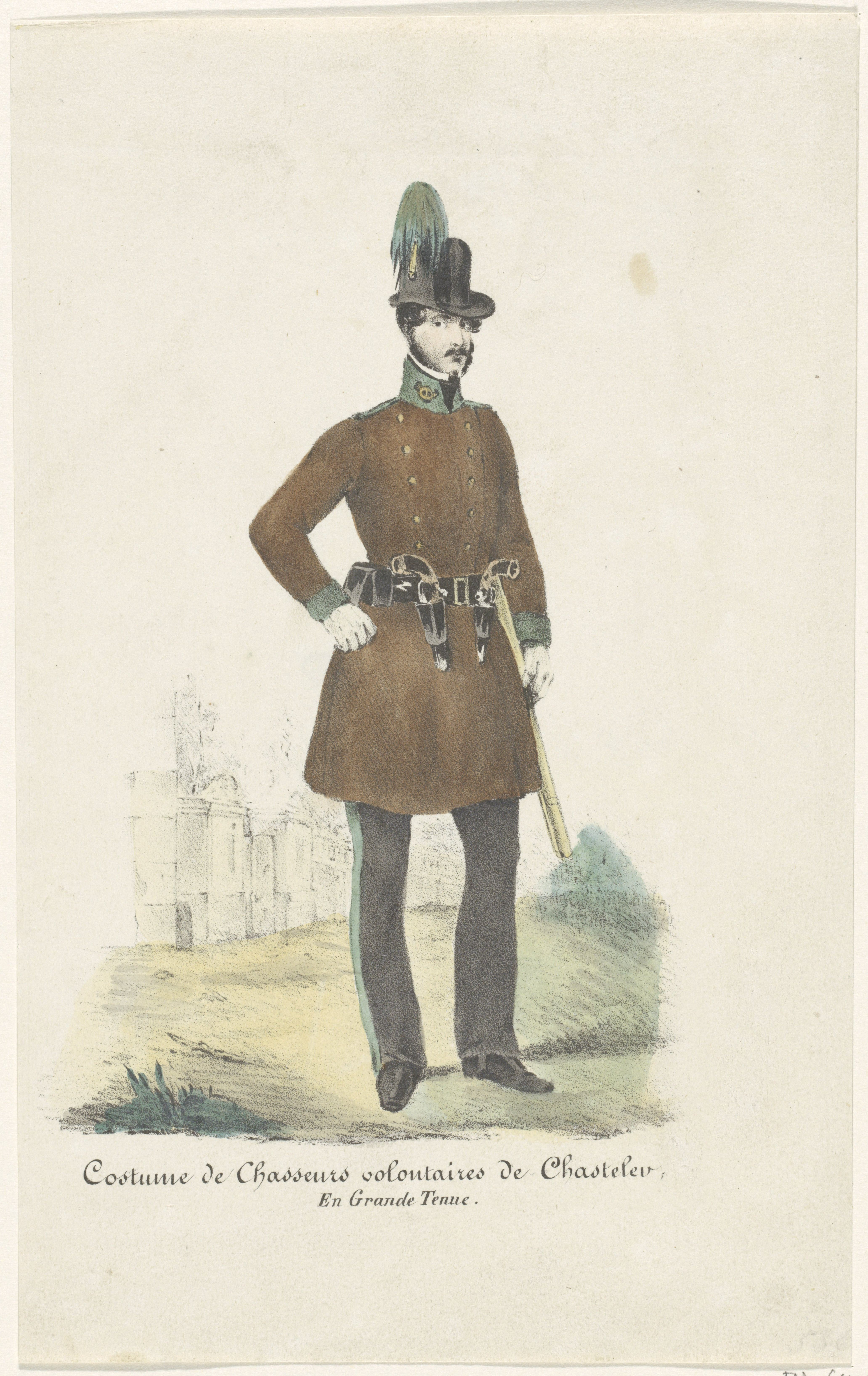